# Shake a Lil' Somethin'
Shake a Lil' Somethin è il settimo album del gruppo southern hip hop dei 2 Live Crew, pubblicato il 6 agosto 1996.

## Tracce
1. "Intro"- 1:54
2. "Shake a Lil' Somethin - 3:59
3. "Table Dance"- 4:37
4. "Bulldagger Stole My Bitch"- 4:32
5. "This Thing Is Huge"- 0:09
6. "When We Get Them Hoes"- 3:35
7. "Skeeta Man"- 3:33
8. "Savage in the Sack"- 4:40
9. "Be My Private Dancer"- 3:30
10. "My Dick"- 0:15
11. "Do the Damn Thang"- 4:00
12. "PSK'95"- 5:02
13. "Jam Session I"- 3:44
14. "Anotha Pussy Caper"- 5:33
15. "Mega Mixx"- 3:11
16. "Caper Reprise"- 5:30